# Deutsch-madagassische Beziehungen
Die Deutsch-madagassischen Beziehungen sind laut dem Auswärtigem Amt „traditionelle freundschaftlich“. Diplomatische Kontakte unterhalten beide Länder seit dem 19. Jahrhundert. Im 21. Jahrhundert sind die Beziehungen der beiden Länder vorwiegend von der Entwicklungszusammenarbeit geprägt.

## Geschichte
Eine Schifffahrtsverbindung zwischen Sansibar und Nosy Be wurde 1857 von dem Hamburger Unternehmer William O’Swald hergestellt. Die Weltreisende Ida Pfeiffer besuchte Madagaskar im Jahre 1861 und veröffentlichte vier Jahre später den zweibändigen Reisebericht Reise nach Madagaskar, eines der ersten deutschsprachigen Zeugnisse über Madagaskar. 1876 wurde in der Hafenstadt Tamatave ein deutscher Außenhandelsposten eröffnet, welcher wenige Jahre später in ein Konsulat umgewandelt wurde. 1883 unterzeichneten das Königreich Madagaskar und das Deutsche Kaiserreich einen Freundschaftsvertrag und intensivierten den bilateralen Handel. Das Deutsche Reich entwickelte allerdings keine kolonialen Ambitionen in Madagaskar und das Königreich Madagaskar wurde zu einer Kolonie Frankreichs. Der deutsch-madagassische Handelsaustausch wurde durch den Beginn des Ersten Weltkriegs unterbrochen.
Bereits Ende des 19. Jahrhunderts brachten Antisemiten im Deutschen Reich Madagaskar als mögliche neue „Heimstätte“ der europäischen Juden in die Diskussion. Der Zionist Theodor Herzl schrieb 1902 seinem Roman Altneuland über Madagaskar als mögliche Destination für die europäischen Juden. Nach der Machtübernahme von Adolf Hitler in Deutschland wurden vom NS-Staat mit dem Madagaskarplan konkrete Pläne für die Deportation der Juden Europas nach Madagaskar aufgestellt. Die französische Vichy-Regierung wehrte sich allerdings gegen die Abtretung Madagaskars und durch die britische militärische Überlegenheit auf hoher See waren der Madagaskarplan zum Scheitern verurteilt. 1942 wurde er deshalb aufgegeben und die NS-Führungsriege intensivierte ihre Pläne zur Vernichtung der Juden in Europa.
Nach dem Ende des Zweiten Weltkriegs und der Dekolonisation Afrikas nahm das von Frankreich unabhängig gewordene Madagaskar 1960 diplomatische Beziehungen mit der Bundesrepublik Deutschland auf. Ein Jahr später wurde eine madagassische Botschaft in Bonn eröffnet. Nach der Aufgabe der Hallstein-Doktrin unter Bundeskanzler Willy Brandt nahm Madagaskar auch diplomatische Beziehungen zu der Deutschen Demokratischen Republik auf. Im Jahre 1983 wurde zum hundertjährigen Jubiläum des deutsch-madagassischen Freundschaftsvertrags die Deutsch-Madagassische Gesellschaft e. V. gegründet. Deutschland wurde nach der Unabhängigkeit des Landes zu einem wichtigen Geberland für Madagaskar im Bereich der Entwicklungshilfe. Nach dem vom Militär gestützten Regierungswechsel in Madagaskar 2009 wurde die bilaterale Entwicklungspartnerschaft allerdings ausgesetzt und erst 2014 wieder aufgenommen.

## Wirtschaftsbeziehungen
Das gemeinsame Handelsvolumen lag im Jahre 2021 bei 226 Millionen Euro, womit Madagaskar den 114. Platz in der Rangliste der deutschen Handelspartner belegte. Deutschland exportiert nach Madagaskar vorwiegend industrielle, pharmazeutische und chemische Erzeugnisse und importiert im Gegenzug Bekleidung, Rohstoffe und Nahrungsmittel aus Madagaskar. Deutschland zählt für Madagaskar zu den wichtigsten Exportmärkten.

## Entwicklungszusammenarbeit
Deutschland ist für Madagaskar der drittgrößte Geber von Entwicklungshilfe und der größte Geber beim Umweltschutz. Ein wichtiger Schwerpunkt der Entwicklungszusammenarbeit liegt auf den Bereichen nachhaltiger Ressourcennutzung, Umweltschutz und Erhalt der einzigartigen Biodiversität Madagaskars. Deutschland hilft beim Aufbau von Schutzgebieten und Verwaltung von Nationalparks. Eine weitere Priorität der Zusammenarbeit ist die Förderung von Beschäftigung durch Unterstützung des Privatsektors und die Bekämpfung der Armut, u. a. durch die Unterstützung von Mikrokrediten. 2018 beliefen sich deutsche Hilfen auf knapp 30 Millionen Euro. Von privater Seite sind Nichtregierungsorganisation wie das Deutsche Rote Kreuz, die Deutsche Welthungerhilfe und CARE Deutschland in Madagaskar aktiv.

## Kultur
Der Cercle Germano-Malagasy wurde 1976 in eine Zweigstelle des Goethe-Instituts umgewandelt und ist ein fester Bestandteil der Kulturlandschaft von Antananarivo. Knapp 30.000 Schüler an Schulen in Madagaskar lernen Deutsch als Fremdsprache und es gibt ein Germanistikinstitut an der Universität von Antananarivo.

## Diplomatische Vertretungen
- Deutschland hat eine Botschaft in Antananarivo.[8]
- Madagaskar hat eine Botschaft in Berlin.[9]

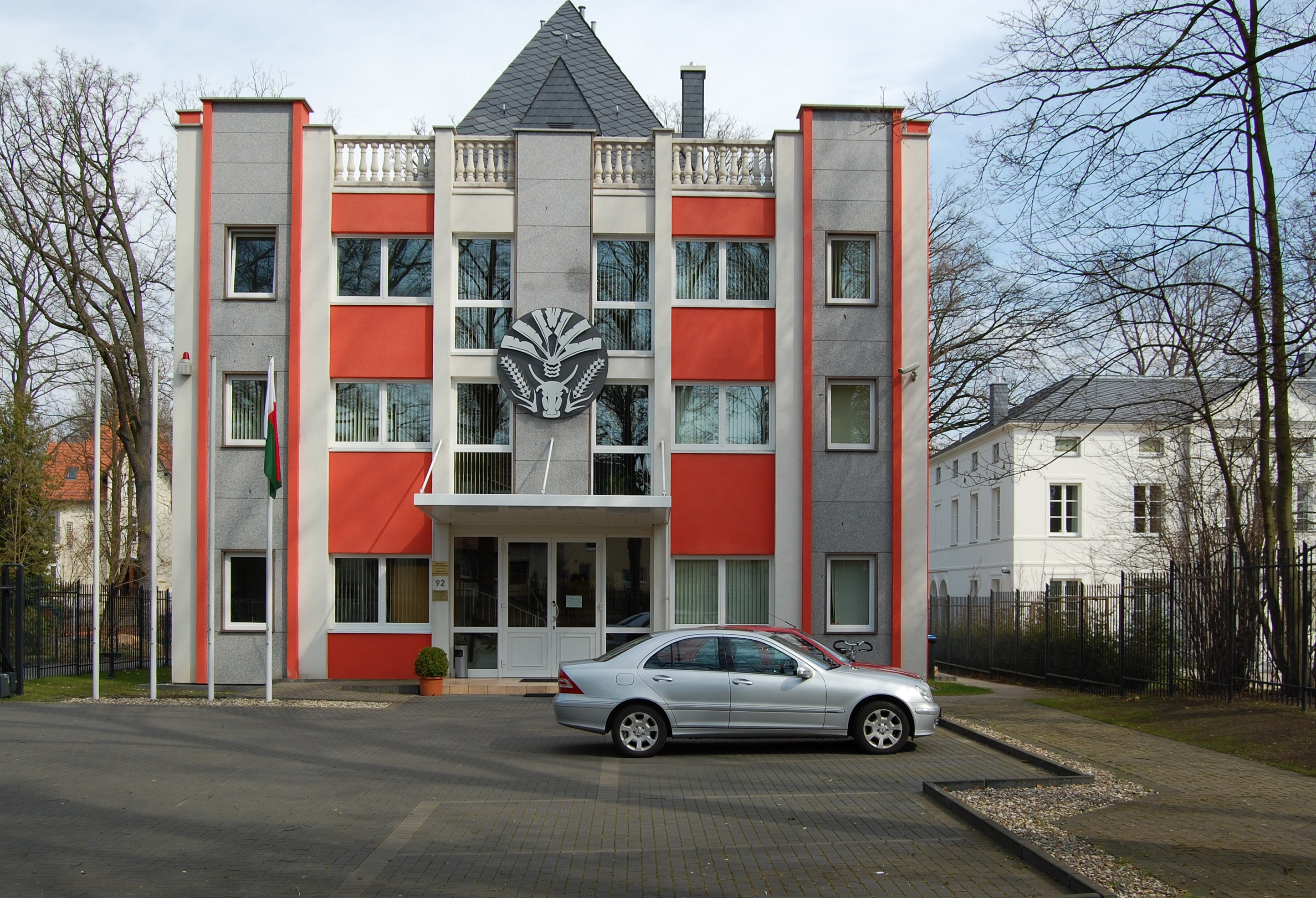
Botschaft Madagaskars in Berlin